# ویل وینتون
ویل وینتون (انگلیسی: Will Vinton؛ زادهٔ ۱۷ نوامبر ۱۹۴۷) یک تهیه‌کننده اهل ایالات متحده آمریکا است. وی بین سال‌های ۱۹۷۴ تا ۲۰۰۶ میلادی فعالیت می‌کرد.